# 中共苏区中央局旧址
中共苏区中央局旧址位于中国江西省赣州市宁都县小布镇赤坎村，1987年被列为江西省文物保护单位。2013年被列为第七批全国重点文物保护单位。
旧址原为“龚氏宗祠”，俗名“新屋”，座北朝南。1931年1月15日，根据中共六届三中全会的决定，在这里成立了中国共产党苏维埃区域中央局（简称中共苏区中央局）、中华苏维埃中央革命军事委员会。毛泽东在此居住并整理了著名的《兴国调查》和《寻乌调查》。
小布红一方面军总交通队旧址、小布中华苏维埃中央军事委员会总政治部旧址、小布朱德旧居、大沽暘霁红一方面军总司令部旧址、黄陂中共苏区中央局第一次扩大会议旧址、黄陂中排红一方面军总司令部旧址暨朱德旧居、李园江西省军区司令部旧址一同列入保护。